# Sebastião Preto
Sebastião Preto foi um bandeirante paulista, irmão de Manuel Preto, outro grande bandeirante. Eram filhos de um Antônio Preto, natural de Portugal, vindo na armada de D. Diogo Flores de Valdés a Santos.
Antônio Preto chegou a São Vicente com seus filhos na segunda metade do século XVI e, segundo Silva Leme na «Genealogia Paulistana», prestou relevantes serviços nas guerras contra os gentios e corsários. Foram seus seis filhos: João Preto, morto solteiro em 1638; José Preto; Sebastião Preto, objeto deste verbete; Manuel Preto; Inocêncio Preto, ouvidor da capitania de São Vicente, casado com Maria Moreira, filha do Governador Pedro Álvares Cabral e de Susana Moreira, que faleceu testado em 1647; e Domingas Antunes, morta em 1624, casada com  Gaspar Fernandes morto em 1600. José Preto foi casado com Catarina Dias, filha de Gaspar Vaz Guedes e de Francisca Cardoso, sendo moradores de Mogi das Cruzes onde ele morreu em 1653.
Atacou em 1612 uma redução jesuítica na província do Guairá prendendo centenas de índios, muitos deles retomados pelo governador de Ciudad Real, Bartolomeu de Torales, que lhe saiu no encalço e o atacou quando no caminho de volta a São Paulo. Em 1615, foi nomeado capitão de infantaria permanente da vila de São Paulo pelo capitão-mor governador Paulo da Rocha de Siqueira. Foi com socorro a Santos e a São Vicente, cujos portos os holandeses bloqueavam.
Em 21 de agosto de 1623 fez testamento e em boa hora, pois morreu no atual baixo Mato Grosso, sertão dos índios então chamados abueus, de flechada.
Casou antes de 1613 com Maria Gonçalves Martins, filha de Francisco Martins Bonilha de Castela e sua mulher Antônia Gonçalves de Sevilha morta em 1616, era cunhado do general Diogo Flores de Valdés ou Bardez, companheiro de seu pai na armada e povoador do estreito de Magalhães.